# Manneville-la-Goupil
Manneville-la-Goupil település Franciaországban, Seine-Maritime megyében. Lakosainak száma 1045 fő (2022. január 1.). Manneville-la-Goupil Angerville-l’Orcher, Bornambusc, Bréauté, Écrainville, Graimbouville, Houquetot, Saint-Sauveur-d’Émalleville és Virville községekkel határos.

## Népesség
A település népességének változása:
| Lakosok száma | 1024 | 1014 | 1028 | 1021 | 1028 | 1035 | 1051 | 1052 | 1045 |
|               | 2013 | 2015 | 2016 | 2017 | 2018 | 2019 | 2020 | 2021 | 2022 |